# Contraband
Contraband je první studiové album americké skupiny Velvet Revolver. Bylo vydáno v roce 2004 společností RCA Records a produkoval jej Josh Abraham. Ve Spojených státech se dostalo na první místo žebříčku Billboard 200 a celkově se ho prodalo přes dva miliony kopií, stalo se tak dvojnásobně platinovým.

## Seznam písní
| Pořadí | Název              | Délka |
| ------ | ------------------ | ----- |
| 1.     | Sucker Train Blues | 4:27  |
| 2.     | Do It For the Kids | 3:55  |
| 3.     | Big Machine        | 4:25  |
| 4.     | Illegal I Song     | 4:17  |
| 5.     | Spectacle          | 3:41  |
| 6.     | Fall to Pieces     | 4:30  |
| 7.     | Headspace          | 3:42  |
| 8.     | Superhuman         | 4:15  |
| 9.     | Set Me Free        | 4:07  |
| 10.    | You Got No Right   | 5:33  |
| 11.    | Slither            | 4:08  |
| 12.    | Dirty Little Thing | 3:57  |
| 13.    | Loving the Alien   | 5:48  |
| 14.    | Surrender          | 4:26  |

## Obsazení
- Scott Weiland – zpěv
- Slash – kytara, doprovodné vokály
- Duff McKagan – baskytara, doprovodné vokály
- Matt Sorum – bicí, doprovodné vokály
- Dave Kushner – kytara